# ستامولول
ستامولول (انگلیسی: Cetamolol) یک آنتاگونیست بتا آدرنرژیک و به‌طور ویژه یک مسدودکننده β۱ آدرنرژیک است.

## سنتز

سنتز ستامولول: